# Польський гриб
Польський гриб (Imleria badia) вид грибів родини болетових — Boletaceae. 

## Назва
Місцеві назви — сосновий, чорний гриб, пісочник, підгрибок, чорноголовець.

## Морфологічна характеристика

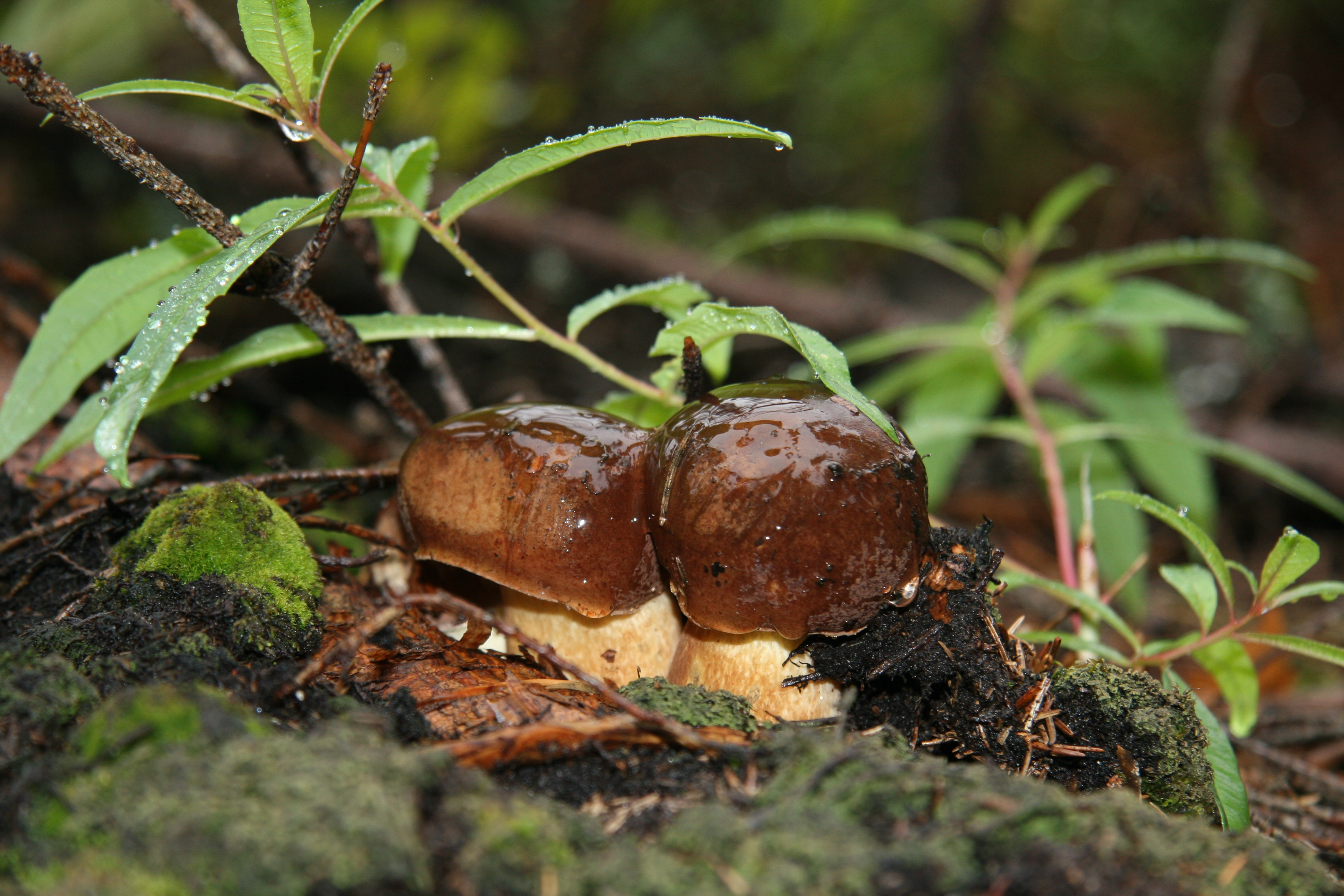
Молоді гриби

Шапка 4-10 (12-15) см у діаметрі, товстом'ясиста, напівсферична згодом опукло-розпростерта, темно-коричнева, різних відтінків, гола, суха, у вологу погоду трохи клейкувата. Шкірка не знімається. Пори кутасті, білуваті, з часом жовтуваті, зеленувато- або оливкувато-жовті, від дотику стають синювато зеленуватими, згодом коричнюватими. Спори 12-16 Х 4,5-6 мкм. Ніжка 4-10(12) Х 1-3(4) см, кольору шапки або світліша, гола чи волокниста, іноді тонко луската, від дотику синіє. М'якуш білий або жовтуватий, під шкіркою темніший, при розрізуванні на повітрі трохи синіє, приємний на смак і запах.

## Поширення
В Україні поширений на Поліссі, в Лісостепу та в Прикарпатті.

## Екологічна приуроченість
Росте у хвойних і мішаних (з сосною) лісах, переважно на піщаному ґрунті; у липні — жовтні.

## Використання
Дуже добрий їстівний гриб. Використовують свіжим (варять, смажать), про запас сушать, маринують.
Польський гриб також має лікувальні властивості.